# Ивановице (гмина)
Ивановице (пол. Iwanowice) — сельская гмина (волость) в Польше, входит как административная единица в Краковский повет, Малопольское воеводство. Административным центром гмины является село Ивановице-Влосцяньске.
Население — 8 220 человек (на 2004 год).

## Демография
| Перепись                       | Всего   | Всего | Женщины | Женщины | Мужчины | Мужчины |
| ------------------------------ | ------- | ----- | ------- | ------- | ------- | ------- |
| Единицы                        | человек | %     | человек | %       | человек | %       |
| Население                      | 8 220   | 100   | 4 049   | 49,3    | 4 171   | 50,7    |
| Плотность населения (чел./км²) | 116,4   | 116,4 | 57,3    | 57,3    | 59,1    | 59,1    |

## Сельские округа
1. Бискупице
2. Целины
3. Дамице
4. Домярки
5. Гжегожовице-Мале
6. Гжегожовице-Вельке
7. Ивановице-Дворске
8. Ивановице-Влосцяньске
9. Стары-Красенец
10. Красенец-Закупны
11. Лесенец
12. Машкув
13. Нарама
14. Посквитув
15. Посквитув-Стары
16. Пшестаньско
17. Сецеховице
18. Сулковице
19. Видома
20. Владыслав
21. Загае
22. Залесе
23. Жерковице

## Соседние гмины
1. Гмина Голча
2. Гмина Коцмыжув-Любожица
3. Гмина Михаловице
4. Гмина Скала
5. Гмина Сломники
6. Гмина Зелёнки